# Подлядье (Пуховичский район)
Подлядье (бел. Падля́ддзе) — деревня в Пуховичском районе Минской области Республики Беларусь. Входит в состав Новопольского сельсовета.

## География
Расположена в 45 км на северо-запад от Марьиной Горки, 28 км от Минска, 22 км от железнодорожной станции Руденск на линии Минск — Осиповичи.

## Этимология
Название обозначает местоположение, то есть под лядами, под лядой. Ляды, ляды — место, где вырублен лес под пашней.

## История
В начале XIX века деревня в Игуменском уезде Минской губернии, собственность Доминика Иеронима Радзивилла, принадлежала к домену Самуэлево.
Доминик Иероним Радзивилл погиб в 1813 году в армии Наполеона. Он в браке с Теофилой Моравской имел дочь Стефанию и сына Александра. Александр был лишен княжеского титула в Российской империи. В 1828 году Стефания Радзивилл вышла замуж за сына героя войны 1812 года Петра Христиановича Витгенштейна Льва (Людвига).
В 1858 году собственность князя Петра Львовича Витгенштейна, сына Стефании и Льва, в Игуменском уезде Минской губернии. После 1861 года в Дудичской волости Игуменского уезда Минской губернии. В 1879 году Петр Витгенштейн продал Самуэлево и соседние земли, в том числе Подлядье, Эмерику Чапскому. В конце XIX века делилось на застенок Подлядье Александрово — 4 двора, Подлядье Бакиновское — 4 двора, Подлядье Боровики — 11 дворов.
С конца февраля 1918 года территория оккупирована войсками Германской империи. 25 марта 1918 года согласно Третьей Уставной грамоте волость провозглашена частью Белорусской Народной Республики. В декабре 1918 года занята Красной Армией, с 1 января 1919 года в соответствии с постановлением I съезда КП(б) Беларуси она вошла в состав Советской Белоруссии, с 27 февраля 1919 года — в ЛитБел ССР. Во время польско-советской войны в августе 1919—июле 1920 годов под оккупацией Польши (Минский округ ГУУЗ).
С 31 июля 1920 года в Белорусской ССР. В начале 1930 — х годов проведена коллективизация, работал колхоз «Труд».
Во Вторую мировую войну с конца июня 1941 года до начала июля 1944 года под оккупацией Германии.
В 1960 году имела статус посёлка.

## Население

### Численность
- 2019 год — 11 жителей

### Динамика
- Начало XIX в. — 7 дворов, 37 жителей
- 1897 год — Подлядье Александрово — 4 двора, 26 жителей; Подлядье Бакиновское — 4 двора, 37 жителей; Подлядье Боровики — 11 дворов, 70 жителей
- 1908 год — 15 дворов, 100 жителей (Подлядье I, застенок); 1 двор, 11 жителей (Подлядье II, хутор); 2 двора, 21 житель (Подлядье III, застенок)
- 1917 год — Подлядье Александрово — 5 дворов, 32 жителя; Подлядье Бакиновское — 5 дворов, 41 житель; Подлядье Боровики — 15 дворов, 103 жителя
- 1960 год — 156 жителей
- 1999 год — 38 жителей (перепись населения)
- 2002 год — 21 двор, 34 жителя
- 2009 год — 18 жителей (перепись населения)[3]
- 2012 год — 11 хозяйств, 16 жителей
- 2019 год — 11 жителей (перепись населения)

## Улицы
- Дружная улица
- Дружный переулок
- Звёзд улица
- Луговая улица
- Лесная улица
- Полевая улица
- Южный переулок
- Центральная улица